# هیئت دولت

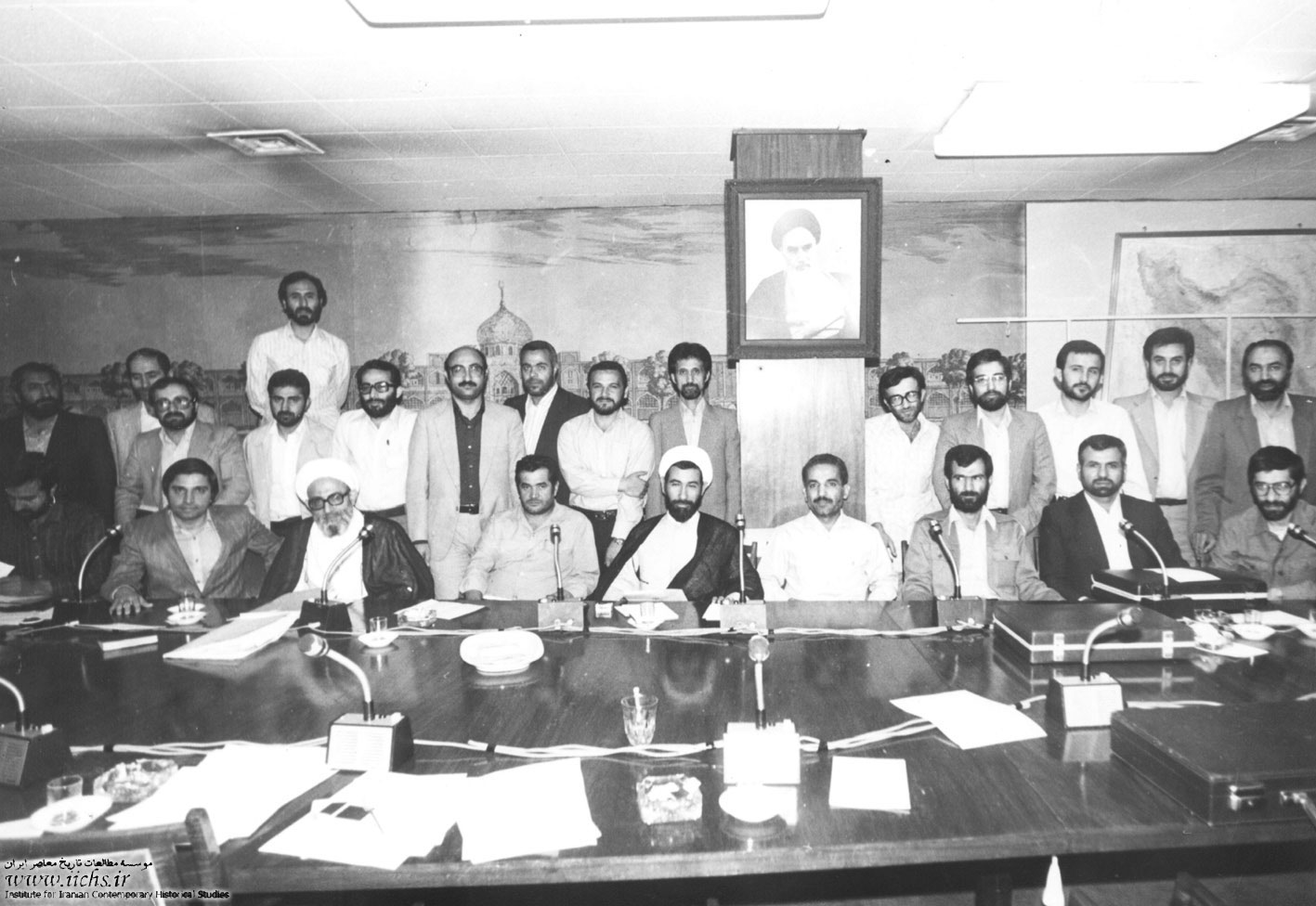
کابینه دولت محمدجواد باهنر- ۱۹۸۱

هیئت دولت یا کابینه یا هیئت وزیران (به فرانسوی: Cabinet) به گروهی از مقامات دولتی گفته می‌شود که معمولاً وظیفهٔ شاخهٔ اجرایی دولت را بر عهده دارند. در اغلب کشورهای جهان اعضای تشکیل‌دهنده هیئت دولت را هیئت وزیران (وزیران دولت یا دیگر مسئولان سرپرست وزارتخانه‌ها) تشکیل می‌دهند. تعداد نفرات تشکیل‌دهندهٔ هیئت دولت در کشورهای مختلف فرق می‌کند ولی معمولاً بین ۱۰ تا ۲۰ نفر است.

## هیئت دولت جمهوری اسلامی ایران
در جمهوری اسلامی ایران، هیئت دولت به ریاست رئیس‌جمهور در جلسهٔ خود دربارهٔ مسائل سیاسی، اقتصادی، اجتماعی و .. حکومت تصمیم‌گیری می‌کنند
معاون اول رئیس‌جمهور با موافقت وی ادارهٔ هیئت وزیران و مسئولیت هماهنگی سایر معاونت‌ها را به عهده خواهد داشت‏.
همهٔ افرادی که در جلسات هیئت دولت شرکت می‌کنند، لزوماً از هیئت وزیران نیستند، بلکه مسئولان بخش‌های دولتی مانند معاون رئیس‌جمهور، معاون راهبردی رئیس سازمان حفاظت محیط زیست، ریاست سازمان مدیریت و برنامه‌ریزی، مشاور ریاست جمهوری در امور زنان، رئیس سازمان صدا و سیما و حتی در مقاطعی مسؤولین رده‌پایین‌تری مانند شهردار تهران بنا به تصمیم رئیس‌جمهور همواره یا به تناسب موضوع جلسه در هیئت دولت بدون حق رأی شرکت می‌نمایند.
بعضی از تصمیم‌گیری‌ها مانند تأیید استانداران و سفیران، تأیید لایحه‌های پیشنهادی به مجلس، تصویب آیین‌نامه‌های دستگاه‌های اجرایی و سایر امور مقرر در قانون از اختیارات هیئت دولت است.